# Henry Marney, 1. Baron Marney
Henry Marney, 1. Baron Marney, KG, PC (abweichende Schreibweise: Henry Marny, Baron Marny; * 1447; † 24. Mai 1523) war ein englischer Staatsmann, der von 1509 bis 1512 sowie von 1516 bis 1523 Hauptmann der Königlichen Leibwache (Captain of the Sovereign’s Body Guard of the Yeomen of the Guard), zwischen 1509 und 1523 Kanzler des Herzogtums Lancaster (Chancellor of the Duchy of Lancaster) sowie 1523 kurzzeitig Lordsiegelbewahrer (Lord Privy Seal) war.

## Leben

### Kanzler des Herzogtums Lancaster und Lordsiegelbewahrer

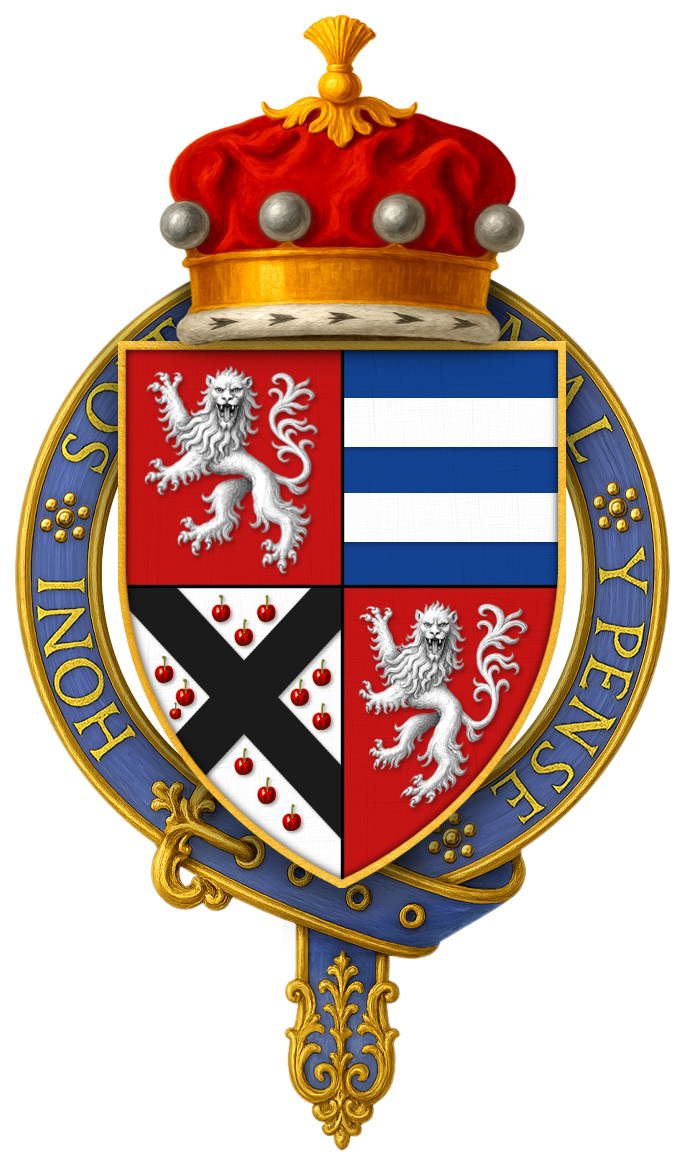
Wappen von Henry Marney, 1. Baron Marney

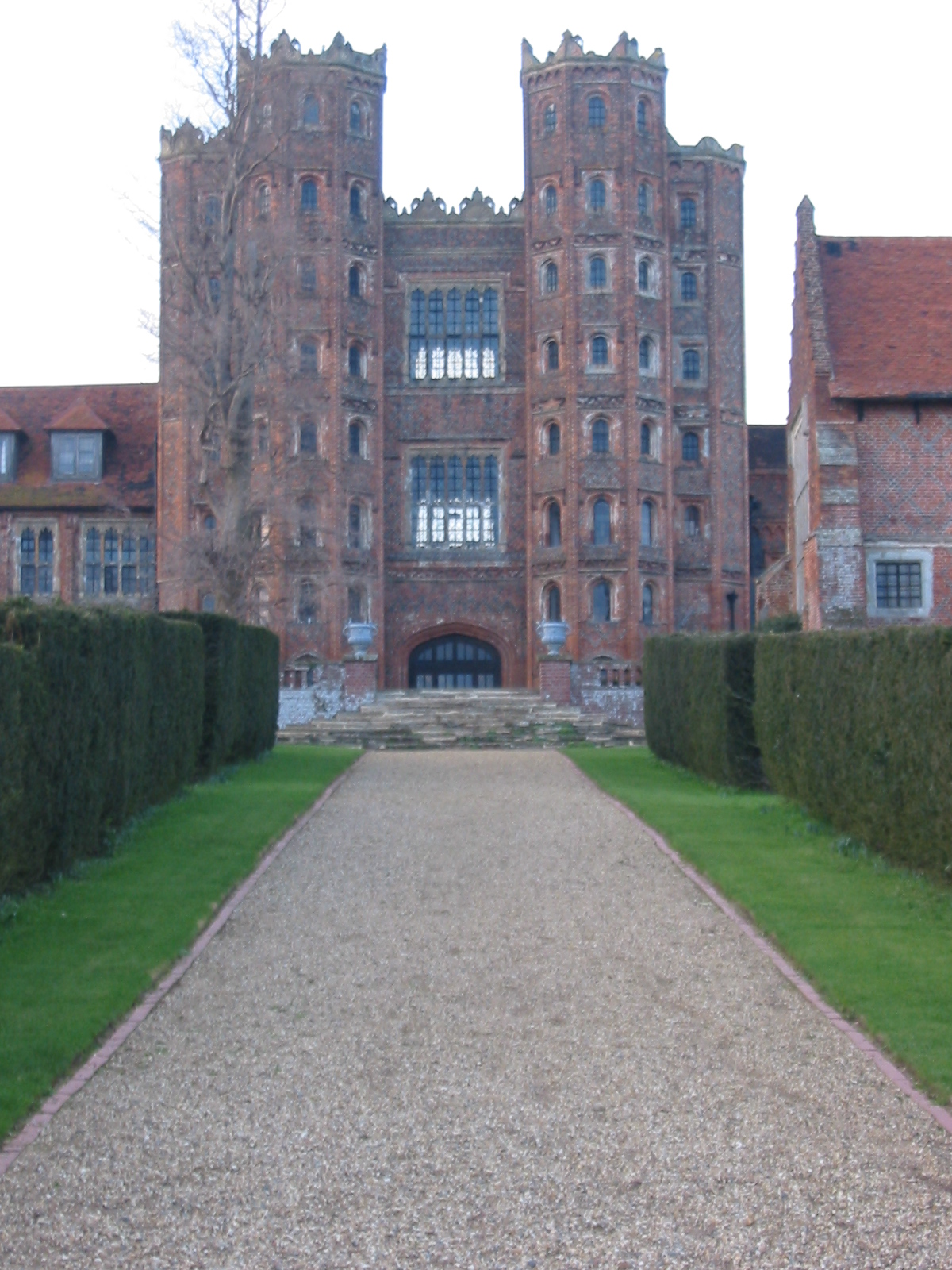
Henry Marney, 1. Baron Marney, zu Ehren wurde der 1525 fertiggestellte Layer Marney Tower benannt

Marney stammte aus einer Familie aus der Normandie, die im Zuge der Eroberung Englands durch Wilhelm des Eroberers eingewandert ist, und erstmals 1166 in Layer Marney in Essex urkundlich erwähnt wurde. Er selbst nahm an der Schlacht von Bosworth am 22. August 1485 sowie an der Schlacht von Stoke am 16. Juni 1487 teil. Am 31. Oktober 1494 wurde er anlässlich der Erhebung des Königssohns Heinrich (VIII.) zum Duke of York zum Knight of the Bath geschlagen. Bei der Rückführung des vermeintlichen Prätendenten Perkin Warbeck und der Niederschlagung der Rebellen aus Cornwall in der Schlacht von Deptford Bridge am 17. Juni 1497 errang er besondere Verdienste. Während der Regentschaft der Könige Heinrich VII. und Heinrich VIII. wurde er zum Mitglied des Geheimen Kronrates (Privy Council) berufen.
Nach der Entlassung von Richard Empson wurde Marney am 15. Mai 1509 dessen Nachfolger als Kanzler des Herzogtums Lancaster (Chancellor of the Duchy of Lancaster) und bekleidete dieses Amt bis zu seiner Ablösung durch Richard Wingfield am 6. April 1523. Zugleich wurde er 1509 Nachfolger von Thomas Darcy, 1. Baron Darcy de Darcy Hauptmann der Königlichen Leibwache (Captain of the Sovereign’s Body Guard of the Yeomen of the Guard) und bekleidete diese Funktion zunächst bis zu seiner Ablösung durch Henry Guildford 1512.
Am 23. April 1510 wurde er als Knight Companion in den Hosenbandorden aufgenommen. 1516 wurde er als Nachfolger von John Gage zum zweiten Mal Hauptmann der Königlichen Leibwache und verblieb auf diesem Posten bis zu seinem Tode.
Zuletzt wurde Marney am 6. April 1523 Nachfolger von Thomas Ruthall als Lordsiegelbewahrer (Lord Privy Seal). Drei Tage später wurde er durch ein Letters Patent vom 9. April 1523 als Baron Marney in den erblichen Adelsstand der Peerage of England erhoben. Er starb jedoch bereits sechs später am 24. Mai 1523. Sein Nachfolger als Lordsiegelbewahrer wurde daraufhin Cuthbert Tunstall. 
Nach seinem Tode wurde er in St Mary the Virgin in Layer Marney beigesetzt. Ihm zu Ehren wurde der um 1520 im Tudorstil gebaute Layer Marney Tower benannt.

### Ehen und Nachkommen
Marney war zwei Mal verheiratet. In erster Ehe heiratete er Thomasine Arundell, eine Tochter von Sir John Arundell. Aus dieser Ehe stammte John Marney, der nach seinem Tode am 24. Mai 1523 den Titel als 2. Baron Marney erbte. Dieser verstarb jedoch bereits am 27. April 1525 ohne männlichen Nachkommen, so dass der Adelstitel der Barone Marney erlosch. Aus der Ehe Henry Marneys mit Thomasine Arundell ging ferner die Tochter Catherine Marney hervor, die mit Sir Edmund Bedingfield verheiratet war. Ein weiterer Sohn, Thomas Marney, verstarb bereits vor seinen Geschwistern. 
In zweiter Ehe heiratete er Elizabeth Wyfold, deren Vater Nicholas Wyfold zwischen 1450 und 1451 Lord Mayor of London war. Aus dieser Ehe stammte die Tochter Grace Marney, die ebenfalls mit einem Sir Edmund Bedingfield verheiratet war.